# Takayuki Morimoto
Takayuki Morimoto (7 de maig de 1988, Kawasaki) és un futbolista japonès que ha jugat a clubs com el Tokyo Verdy, Catania, Novara Calcio o JEF United Chiba.